# Gary Trousdale
Gary A. Trousdale (sinh ngày 8 tháng 6 năm 1960) là một đạo diễn điện ảnh người Mỹ, nổi tiếng nhờ đạo diễn các bộ phim như Người đẹp và quái vật, Thằng gù ở nhà thờ Đức Bà và Atlantis: Đế chế thất lạc. Ông thường xuyên cộng tác với Kirk Wise và Don Hahn. Xưởng phim Walt Disney Feature Animation từng thuê ông làm họa sĩ giám sát hiệu ứng trong The Black Cauldron. Ông chỉ thật sự nhận được sự chú ý đặc biệt trong lĩnh vực của mình nhờ tác phẩm điện ảnh đầu tay Người đẹp và quái vật; bộ phim đem về cho ông một đề cử giải Oscar cho phim hay nhất và đoạt giải LAFCA. Sau đó ông tiếp tục đạo diễn một số phim của Disney như Thằng gù ở nhà thờ Đức Bà (1996) và Atlantis: Đế chế thất lạc (2001). Ông chuyển sang công tác tại DreamWorks Animation vào năm 2003 và thực hiện một số dự án The Madagascar Penguins in a Christmas Caper, Shrek the Halls và gần đây nhất là Scared Shrekless.

## Danh sách phim
- Người đẹp và quái vật (2017 - nhà tư vấn sáng tạo)
- Floyd Norman: An Animated Life (2016 - chính ông)
- Rocky & Bullwinkle (2014 - đạo diễn)[1]
- Mr. Peabody & Sherman (2014 - nghệ sĩ cốt truyện)
- The Pig Who Cried Werewolf (2011 - đạo diễn/biên kịch)
- Thriller Night (2011 - đạo diễn)
- Scared Shrekless (2010 - đạo diễn/biên kịch)
- Megamind (2010 - lời cảm ơn đặc biệt)
- Kung Fu Panda (2008 - lời cảm ơn đặc biệt)
- Shrek the Halls (2007 - đạo diễn/biên kịch/lồng tiếng Santa) (TV)
- Flushed Away (2006 - nghệ sĩ cốt truyện bổ sung)
- The Madagascar Penguins in a Christmas Caper (2005 - đạo diễn)
- Madagascar (2005 - cốt truyện/nghệ sĩ cốt truyện bổ sung)
- Atlantis: Đế chế thất lạc (2001 - đạo diễn/cốt truyện)
- Thằng gù ở nhà thờ Đức Bà (1996 - đạo diễn)
- Vua sư tử (1994 - cốt truyện)
- Aladdin (1992 - phát triển cốt truyện tiền kỳ: CGI)
- Người đẹp và quái vật (1991 - đạo diễn)
- The Prince and the Pauper (1990 - nghệ sĩ cốt truyện)
- The Rescuers Down Under (1990 - nghệ sĩ cốt truyện)
- Cranium Command (1989 - đạo diễn phân cảnh mở đầu)
- Nàng tiên cá (1989 - nghệ sĩ cốt truyện)
- Oliver & Company (1988 - cốt truyện)
- Homania (1985 - nhà thiết kế nhân vật/họa sĩ giám sát: Jack of All Trades)
- My Science Project (1985 - họa sĩ giám sát hiệu ứng)
- The Black Cauldron (1985 - nghệ sĩ hiệu ứng inbetween)